# Lophoditta tuberculata
Lophoditta tuberculata là một loài bướm đêm trong họ Noctuidae.